# Sophie Hecquet
Pour les articles homonymes, voir Sophie et Hecquet.
Sophie Hecquet, née Arlette Hecquet le 9 octobre 1944 à Dax et morte le 28 octobre 2012 à Paris 18e,, est une animatrice française de radio et de télévision.
Également chanteuse, elle représente Monaco au Concours de l'Eurovision en 1975.

## Biographie
Elle est la fille de Pierre Émile Hecquet (1914-2004) et de Raymonde Émilienne Saint-Chély (1914-2002). 
Sophie Hecquet commence sa carrière sous le pseudonyme de Jenny Ann et accompagne Johnny Hallyday en tournée[Quand ?]. 
En 1962, elle tient le rôle de Zizi la twisteuse dans un Scopitone sensuel tourné par Claude Lelouch. 
En 1963, elle apparaît dans le film de Michel Boisrond Cherchez l'idole.
En avril 1966, elle pose pour la « photo du siècle » regroupant 46 vedettes françaises de l'époque du yéyé.
En 1975, elle représente Monaco au Concours Eurovision de la chanson, où elle se classe en 13e position avec le titre Une chanson c'est une lettre, qui reste sa chanson la plus connue.
Elle est animatrice de la station de radio Radio Monte-Carlo (RMC) durant environ une quinzaine d'années, notamment aux côtés de Jean-Pierre Foucault pour présenter Le Carlotto, avant d'animer seule des émissions les week-ends, puis d'être responsable des programmes pour la jeunesse de la chaîne. 
De 1970 à 1979, elle est également présentatrice sur la chaîne de télévision Télé Monte-Carlo (TMC). 
En novembre 1979, elle quitte Monaco pour rejoindre Télé-Luxembourg et officie en qualité d'animatrice et productrice de différentes émissions de la station.
De septembre 1995 à juin 1996, elle est la productrice de l'émission de télévision Comme chez vous sur Radio télévision Luxembourg Télévision indépendante (RTL TVI).
Elle meurt le 28 octobre 2012 à Paris à l'âge de 68 ans, après avoir subi une opération d'un anévrisme aortique.

## Discographie
Chez Decca, à ses débuts de 1963 à 1965 : 
- 1963 - (1er EP) Quand un air vous possède (reprise d'une chanson de Johnny Hallyday), Tout ça pour le locomotion, Je ne comprends pas, Le ciel peut attendre. Orchestre : Eddy Vartan
- 1963 - (2e EP) T'es pas seul au monde (traduction de Remember Diana de Paul Anka), Mon pauvre amour, N'oublie pas, C'est toi mon chouchou
- 1963 - (3e EP) Reviens vite et oublie (chanté aussi par Frank Alamo ainsi que les Surfs), Il faut se quitter, Fais pas pleurer les filles, Je ne sais pas trop pourquoi.
- 1964 - (4e EP) Je n'y peux rien (du film Cherchez l'idole écrite par Charles Aznavour et Georges Gavarentz)), Les Chevaux de Camargue, L'Âge heureux, Ton au revoir est un adieu
- 1964 - (5e EP) Tente ta chance (repris aussi par Frank Alamo), Les jeux sont faits, Tu n'es pas venu me chercher, Quand ton regard se pose sur moi (musique de Johnny Hallyday, paroles de Ralph Bernet).
- 1965 - (dernier EP ches Decca) Je ne fais pas d’histoires (sorti en avril 1965, sur le 45 tours Decca ref. 460.914).

Chez Sonopresse :
- Souvenirs : 45 tours référence Oméga International / Sonopresse OM 39.045Y, sorti en 1973.
- Je t’aime bien : 45 tours référence Okapi / Sonopresse OK 40126, sorti en 1974.

Chez Polydor, pour le Grand Prix de l'Eurovision de 1975 (chanson représentant la Principauté de Monaco):
- Une chanson c'est une lettre : 45 tours référence Polydor 2056 402.

Elle revient interpréter ses chansons dans les émissions de Pascal Sevran entre 1993 et 1998.

## Filmographie
- 1963 : Cherchez l'idole, de Michel Boisrond.